# ديوس إكس: الثورة الإنسانية
ديوس إكس: الثورة الإنسانية (بالإنجليزية: Deus Ex: Human Revolution؛ يترجم كـ «آلة السابقين: الثورة الإنسانية») هي لعبة فيديو من نوع أكشن قام بتطويرها إستديو إيدوس إنتراكتيف في مونتريال، ونشرتها سكوير إنكس لجهاز الإكس بوكس 360 وبلاي ستيشن 3 ومايكروسوفت ويندوز. صدرت في 23 أغسطس 2011. تم إصدار اللعبة مجدداً في 2012 على ماك أو إس X، وأعلنت شركة إيدوس مونتريال عن إصدار نسخة جديدة للعبة في مايو 2013 على وي يو تحت عنوان ديوس إكس: هيومن ريفوليوشن دايريكترز كات (Deus Ex: Human Revolution Director's Cut)، وهذه النسخة من تطوير شركة سترايت رايت الأسترالية.

## القصة
تدور قصة اللعبة في عام 2027 أي قبل 25 عام من أحداث الجزء الأول (ديوس إكس) وذلك حول البطل الرئيسي (آدم جنسن) وهو ضابط أمن خاص بشركة الصناعات (سريف للصناعات) وهي الشركة الرائدة في تطوير الزيادة الإنسانية أو أعادة تصنيع الجسد مرة أخرى، وبعد أن يتم اختراق الشركة من قبل الأعداء وتسبب ذلك في ألحاق الضرر به، قررت الشركة أعادة تصنيع جسده مرة أخرى لينتقم من الأعداء وبالفعل تنجح الشركة في أعادة جسد أدم، وسوف يلاحق أدم الأعداء في خمس مدن مختلفة ومنها مدينة ديترويت الأمريكية وشنغهاي الصينية وكذلك مونتريال الكندية وكذلك سيكون للبطل شقة خاصة به ليضع بها أسراره ومعلوماته من أجل حفظها بعيدا عن الأعداء.

## الشخصيات
| الأسم      | الدور |
| ---------- | --- |
| آدم جنسن   | شرطي سابق وبطل اللعبة رجل شبه ألي بعد ما بدلوا قطع جسمه بدروع حربيه قويه مع قدراتها المتطوره توعد بالأنتقام. |
| بوب بيج    | المدير التنفيذي لشركة، لكنه في الحقيقة صاحب الشركة ولكن يخفي هذا عن العامة وهو الخصم الأول لبطل اللعبة آدم.  |
| ديفيد سريف | صديق آدم جنسن وهو يمتلك شركه صناعات سريف للسيارات وهو ذكي فهو يستخدم قطع السيارات ليركبها على آدم.           |
| فريدة مالك | الطيار الخاص لمشاوير آدم وهي تشتغل لدى صناعات سريف للسيارات.                                                 |
| باريت      | العدو اللدود لآدم وزعيم augmented black ops soldiers الذي دمر آدم.                                           |
| ميغان ريد  | صديقة آدم وأبنه ديفيد سريف وكما انها تعمل لدى صناعات سريف للسيارات خطفت اثناء الهجوم.                        |